# Rautojauret
Rautojauret är en sjö i Kiruna kommun i Lappland och ingår i Torneälvens huvudavrinningsområde. Sjön har en area på 1,72 kvadratkilometer och ligger 729 meter över havet. Sjön avvattnas av vattendraget Rautojåkkå.

## Delavrinningsområde
Rautojauret ingår i det delavrinningsområde (763920-169765) som SMHI kallar för Utloppet av Rautojauret. Medelhöjden är 743 meter över havet och ytan är 5,19 kvadratkilometer. Räknas de 4 avrinningsområdena uppströms in blir den ackumulerade arean 25,6 kvadratkilometer. Rautojåkkå som avvattnar avrinningsområdet har biflödesordning 4, vilket innebär att vattnet flödar genom totalt 4 vattendrag innan det når havet efter 486 kilometer. Avrinningsområdet består mestadels av kalfjäll (67 procent). Avrinningsområdet har 1,71 kvadratkilometer vattenytor vilket ger det en sjöprocent på 33 procent.